# Lludient
Lludient (en castellà i oficialment, Ludiente) és un municipi del País Valencià a la comarca de l'Alt Millars. Limita amb El Castell de Vilamalefa, Sucaina, Cirat, Torre-xiva, Toga, Argeleta i Llucena. Està rodejat d'un paisatge típic de l'interior, marcat per la vall del riu de Vilafermosa i les nombroses muntanyes de la serra del Cabezo. A més del nucli urbà, conté nombroses masies disseminades pel terme. Com a elements monumentals destaquen l'Ermita de la Verge del Pilar (del segle xviii), l'església parroquial i una nova església dedicada a la Nativitat.

## Història
És un municipi de tradició i origen musulmà. D'acord amb el presbíter Pedro Sucías Aparicio, en aquella època, prop del nucli de Lludient existien les alqueries de Benicabele, Beninulla i Beniguelet, de les quals no se'n té cap de dada.
Durant les bandositats del Regne de València, l'any 1472 Jaume d'Arenós es feu fort a la Muela de Vilafermosa, mentre altres fidels seus es tancaven als castells de Vilamalefa i de Lludient. Després d'una resistència molt dura i cruenta contra el petit exèrcit que va conduir Joan Roís de Corella i Llançol de Romaní, governador de València per a sotmetre'ls, Jaume d'Arenós fou vençut i pres. El conduïren a Barcelona, on rebé condemna a mort per rebel·lia i fou executat.
Després de l'expulsió dels moriscos, en 1609, va sofrir un despoblament del qual va començar a recuperar-se en el segle xviii.

## Demografia
| 1990 | 1992 | 1994 | 1996 | 1998 | 2000 | 2002 | 2004 | 2005 | 2006 |
| ---- | ---- | ---- | ---- | ---- | ---- | ---- | ---- | ---- | ---- |
| 274  | 261  | 250  | 235  | 232  | 225  | 214  | 206  | 203  | 185  |

## Alcaldia
Des de 2023 l'alcalde de Lludient és Guillermo Manuel Llorens Sanz del Partit Socialista del País Valencià-PSOE (PSPV-PSOE).
| Període                       | Alcalde o alcaldessa          | Partit polític | Data de possessió | Observacions |
| ----------------------------- | ----------------------------- | -------------- | ----------------- | ------------ |
| 1979–1983                     | Jesús Abel Ibáñez Rocher      | UCD            | 19/04/1979        | --           |
| 1983–1987                     | Octavio Solsona Negre         | AP-PDP-UL-UV   | 28/05/1983        | --           |
| 1987–1991                     | Benjamín Chiva Cruz           | PSPV-PSOE      | 30/06/1987        | --           |
| 1991–1995                     | Benjamín Chiva Cruz           | PSPV-PSOE      | 15/06/1991        | --           |
| 1995–1999                     | Benjamín Chiva Cruz           | PSPV-PSOE      | 17/06/1995        | --           |
| 1999–2003                     | Nemesio Abargues Chiva        | PP             | 03/07/1999        | --           |
| 2003–2007                     | Nemesio Abargues Chiva        | PP             | 14/06/2003        | --           |
| 2007–2011                     | Nemesio Abargues Chiva        | PP             | 16/06/2007        | --           |
| 2011–2015                     | Nemesio Abargues Chiva        | PP             | 11/06/2011        | --           |
| 2015–2019                     | Marcos Ibáñez Miguel          | PP             | 13/06/2015        | --           |
| 2019-2023                     | Marcos Ibáñez Miguel          | PP             | 15/06/2019        | --           |
| Des de 2023                   | Guillermo Manuel Llorens Sanz | PSOE           | 17/06/2023        | --           |
| Fonts: Generalitat Valenciana |                               |                |                   |              |

## Monuments

### Monuments religiosos
L'Església Fortificada està catalogada com a BIC, mentre que la resta de monuments religiosos del municipi són Bé de Rellevància Local.
- Església fortificada. Edifici d'interés arquitectònic construït entre els segles xv iXVI.[5]
- Església de la Nativitat de la Mare de Déu.[6]
- Ermita de la Verge del Pilar.[7]

### Monuments civils
Lludient destaca per la presència en el seu territori de dos castells i una torre, tots tres catalogats genèricament com a Béns d'Interés Cultural.
- Castell del Bou Negre, que està entre els municipis de Lludient i Argeleta.[9][10]
- Castell de Lludient, del qual no queden pràcticament restes.
- Torre de Giraba, restes d'una torre de vigilància que se situa en el municipi de Lludient, al sud d'El Castell de Vilamalefa molt a prop del llogaret de Giraba.[11]

## Masos de Lludient
El terme municipal de Lludient ha comptat històricament amb un conjunt de població disseminada que habitava masos i caseries. A mitjans del segle xix, el Diccionario de Pascual Madoz apuntava fins a 24 masies que aplegaven a 326 veïns, quasi un terç de la població municipal. En el transcurs del segle xx, bona part de les masies han quedat despoblades.
- Benachera. Conjunt d'habitatges ubicats a cinc quilòmetres de l'oest de Lludient. Compta amb una ermita dedicada a Santa Rosa de Lima, lloc de peregrinació de la vila i altres punts de la comarca. En l'actualitat és una de les poques masies habitades del terme.
- Casa Tadeo. Se l'ha coneguda també amb el nom de Masía Tadeo. Ubicada a l'oest del terme municipal, compta amb una font pròxima.
- Mas d'Arriba. Situat entre els termes de Lludient i de Cirat. També se l'ha coneguda amb el nom de mas de la Belenguera.

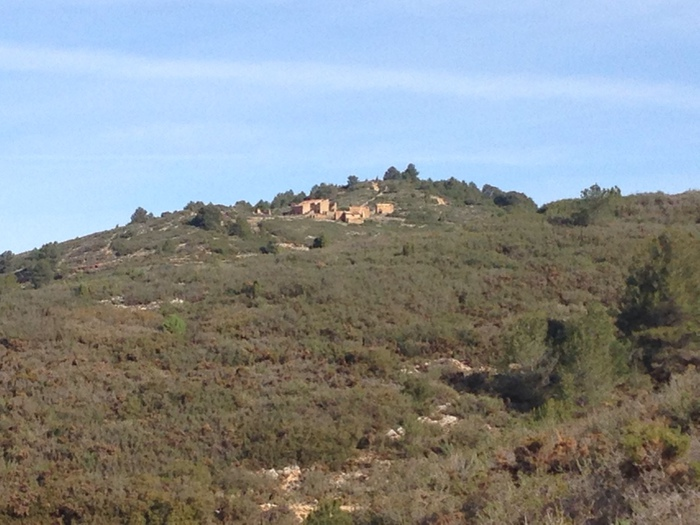
El Jaqués

- El JaquésEl Jaqués. S'ubica al nord-est del poble.
- El Molar. S'ubica a l'est del poble, a tocar del terme municipal d'Argeleta.
- La Casa Blanca. És el mas més occidental del terme, a prop de Sucaina.
- La Caseta. Es troba al centre del terme municipal, vora a un quilòmetre al nord del poble de Lludient.
- La Casilla. S'ubica al nord del terme municipal, a tocar del terme del El Castell de Vilamalefa.
- La Cervera. Mas situat a l'est del terme municipal, prop del límit amb Argeleta. Conserva la construcció d'un aljub.
- La Corraliza. Mas situat a l'oest del terme, molt prop de la de l'Hostal.
- La Crebà. S'ubica a l'oest del poble de Lludient, connectat amb un camí amb el Mas del Cabezo.
- La Granella. Mas ubicat sobre el mateix límit municipal entre Lludient i el Castell de Vilamalefa. Consta d'una vintena d'edificacions, que s'alcen en un altiplà.
- La Morilla. S'ubica al nord-est del poble de Lludient.[12]
- La Noguereta. Mas ubicat a l'extrem sud-oest del terme, a tocar dels de Toga i Torre-xiva i del barranc de Santana. A prop té el paratge torre-xiver conegut com el Pozo Negro. Ha estat rehabitat.

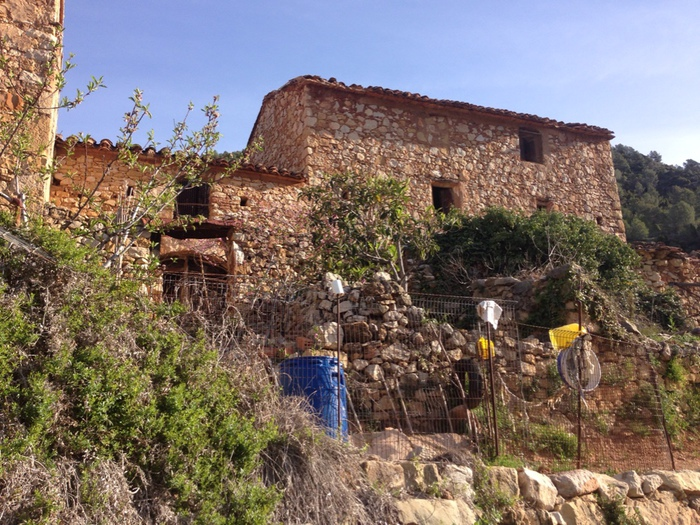
La Puebla

- La PueblaLa Puebla. És u dels masos més pròximes del poble de Lludient, a uns 500 metres en direcció oest, tot resseguint el camí de Llucena.

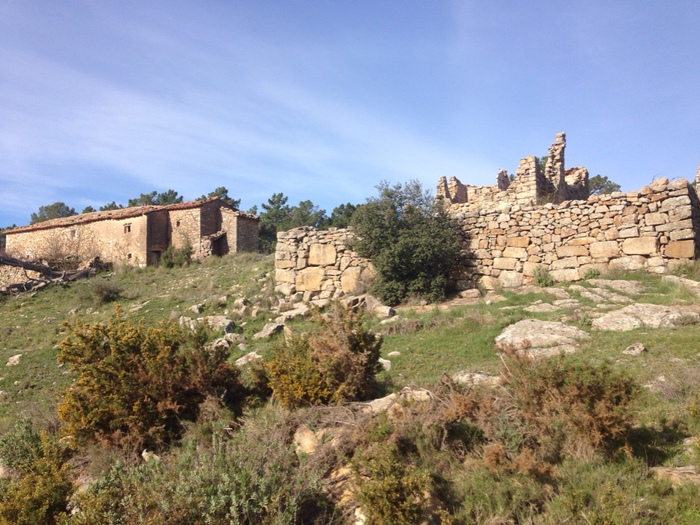
Mas de Vicenta

- La Reduela. Mas ubicat a l'extrem est del terme municipal, a tocar del de Llucena. Va ser un dels masos amb major població, fins al punt que es va preveure la posada en marxa d'una escola durant la II República Espanyola. Fou abandonat a la dècada dels anys 60 del segle xx. A principis de la centúria següent es van rehabilitar alguns dels edificis de la masia i hui dia és habitada.[3]
- L'Artijuela. Mas ubicat a l'oest de Lludient, a tocar del terme de Toga.
- L'Hoya de l'Agua. Es troba al centre del terme, cap al nord del poble. Compta amb una font.
- Los Cubos de Royo. A la part oriental del terme, els edificis que componen la masia s'ubiquen al capdamunt d'una lloma. Es troba en el recorregut del camí de Llucena.
- Los Ingleros. Ma ubicat en la partida homònima, es troba al sud-oest de la vila.[4]
- Los Majuelos. És u dels masos més pròxims a Lludient, aigües avall del riu Villahermosa. Té una font.
- Los Mores. Conjunt de masos ubicats a l'oest de la vila, prop de la ratlla amb el terme de Cirat i al vessant sud de la rambla de Santa Anna. Va ser u dels llocs més poblats, que comptava amb 16 habitatges i 34 habitants en el cens de 1901. Va tindre diversos edificis públics, com ara forn, frontó, llavador i escola, la qual va romandre oberta fins a l'any 1966, dècada en la qual es va despoblar. El topònim prové del cognom Mor, comú entre els masovers. El cens de 1895 assenyala quatre persones amb eixe cognom residents a la masia. Ací va nàixer Rafael Edo, sanador a qui se li ha dedicat un carrer al poble de Cirat.
- Los Tal. Es troba a l'extrem occidental del terme, prop del límit on coincidixen els termes de Sucaina, Aranyuel, Cirat i Lludient.
- Los Vidales. Masia situada a l'oest del nucli urbà, prop de Masia Cabezo, de la qual estava unida amb una senda. La seua denominació prové del cognom de la família de masovers, Vidal. És una masia abandonada i en ruïnes del terme de Lludient, a la comarca de l'Alt Millars, a l'interior castellanoparlant del País Valencià. Està ubicada a la serra del Cabezo, a mig camí entre l'ermita de santa Rosa de Benagera i el mas del Cabezo, i tancada pels barrancs de la Crebada i de Milano.[13] Documentat des del segle xviii, el llogaret deu el seu nom al cognom dels seus masovers, una família de cognom Vidal.[14][15]
- Los Zafones. Masia situada a l'oest del nucli urbà. La seua denominació prové del cognom de la família de masovers, Zafón. És una masia abandonada i en ruïnes ubicada a tocar del barranc de Luis, als peus d'un turó del vessant meridional de la serra del Cabezo, des d'on domina la vall de la rambla de santa Anna i el mas de Luis.[16] No apareix ni a la relació de topònims lludientins d'Isabel Alba ni al mapa del terme municipal de l'any 1909.[14][17] La seua denominació deriva del cognom dels masovers, Zafón, castellanització del català Safont, "la font".[18][19]
- Mas de Ángel. S'ubica a l'extrem oriental del terme.
- Mas de Benito. Ubicat al nord-oest de Ludient, prop de Benachera.
- Mas de Gil. S'alça a l'extrem orient del terme, prop de l'antic camí de Llucena. A prop hi transcorre la pista que comunica la Reduela amb Masía de Gasque. Ha rebut també el nom de mas de Patiràs.
- Mas de Pradas. Ubicat a la part occidental, molt prop de Los Mores.
- Mas de Vicenta. Es troba en direcció est del nucli urbà. És lloc de pas de l'antic camí a Llucena.Mas de Vicenta
- Mas d'Elvira. Es troba a l'extrem est del terme municipal.
- Mas d'Espelleta. Es troba a la part occidental, dins de la coneguda com a Partida de Los Mores.[20]
- Masía de Gasque. Ubicada a l'extrem nord-est del terme municipal. Consta d'un conjunt d'habitatges en estat d'abandonament.
- Masía de Juanedo. Es troba a l'extrem nord-est del terme municipal de Lludient. En els seus voltants hi ha dues coves: la cova de Juanedo i la coveta de Juanedo.
- Masía de Fuente la Higuera. És un dels masos més pròxims al nucli urbà, pel sud. Es compon d'un conjunt d'edificis, actualment en ruïna.
- Masía del Cabezo. Es troba al cim d'un turó, un cabeço, del qual en rep la denominació, a una distància aproximada d'1,5 km a l'oest de Lludient. També se l'ha coneguda amb el nom de Masía de Mingoyerbas.
- Masía del Cabezo Royo. Es troba al nord-oest del nucli urbà. Actualment es troba en situació de ruïna.

## Personatges il·lustres
- Rafael Edo (Los Mores ? - L'Hostal ?), sanador al qual se li ha dedicat un carrer a la localitat de Cirat.
- Josep Negre (Lludient, 1875 - Argelèrs, 1939), dirigent anarcosindicalista i primer secretari general de la CNT.